# Hans Mehlhorn
Hans Mehlhorn (n. 16 ianuarie 1900, Aue, Saxonia, Germania – d. 2 iulie 1983) a fost un bober german, medaliat olimpic. A participat la o ediție a Jocurilor Olimpice (1932) în care a câștigat o medalie de bronz.

## Participări
Lista de mai jos prezintă principalele competiții la care a participat Hans Mehlhorn de-a lungul carierei.
- bobsleigh at the 1932 Winter Olympics – four-man[*]